# 小行星24968
小行星24968（24968 Chernyakhovsky）是一颗绕太阳运转的小行星，为主小行星带小行星。该小行星于1998年1月19日发现。

## 轨道参数
小行星24968的轨道半长轴为348 787 523 km，2.3314674 UA，离心率为0.079。